# Pocket Full of Kryptonite
Pocket Full of Kryptonite – pierwszy album studyjny amerykańskiej grupy Spin Doctors, wydany w 1991 roku.

## Lista utworów
1. "Jimmy Olsen's Blues" – 4:38
2. "What Time Is It?" – 4:50
3. "Little Miss Can't Be Wrong" – 3:54
4. "Forty or Fifty" – 4:23
5. "Refrigerator Car" – 4:46
6. "More Than She Knows" – 2:12
7. "Two Princes" – 4:18
8. "Off My Line" – 3:58
9. "How Could You Want Him (When You Know You Could Have Me?)" – 4:59
10. "Shinbone Alley/Hard to Exist" – 12:42

## Twórcy
- Chris Barron – wokal
- John Bush – kongi, tamburyn
- Aaron Comess – perkusja, kongi, organy Hammonda, chórki
- John Popper – harmonijka, chórki
- Eric Schenkman – gitara, pianino, wokal
- Mark White – gitara basowa